# Simon Straudi
Simon Straudi (* 27. Jänner 1999 in Bruneck, Südtirol) ist ein italienischer Fußballspieler.

## Karriere
Straudi spielte in der Jugend des ASC St. Georgen und anschließend beim FC Südtirol. Im April 2016 stand er erstmals im Profikader von Südtirol, kam jedoch zu keinem Einsatz in der Serie C. Zur Saison 2016/17 wechselte er nach Deutschland zu den A-Junioren (U19) von Werder Bremen, mit denen er in dieser Saison und in der Saison 2017/18 in der A-Junioren-Bundesliga spielte. Zur Saison 2018/19 rückte er bei Werder in den Kader der Amateure auf und debütierte im Juli 2018 gegen die Amateure des VfL Wolfsburg für Werder II in der Regionalliga Nord. In seiner ersten Regionalligaspielzeit kam er zu 15 Einsätzen. Aufgrund eines Knochenödems verpasste er den größten Teil der Rückrunde.
Zur Saison 2019/20 erhielt Straudi einen Profivertrag und rückte in den Profikader der Bremer auf. In jener Spielzeit stand er zwar mehrfach im Spieltagskader, zu einem Profieinsatz kam er allerdings nicht. Hingegen spielte er wieder 15 Mal für die Zweitmannschaft in der vierthöchsten Spielklasse.
Im Oktober 2020 wurde er bis zum Ende der Saison 2020/21 an den österreichischen Zweitligisten SK Austria Klagenfurt verliehen. Bis zum Ende der Leihe kam er zu 23 Zweitligaeinsätzen für die Kärntner, mit denen er zu Saisonende in die Bundesliga aufstieg.
Zur Saison 2021/22 kehrte Straudi zum SV Werder zurück, der in die 2. Bundesliga abgestiegen war. Bei der Profimannschaft, die den direkten Wiederaufstieg in die Bundesliga schaffte, stand er lediglich 8-mal ohne Einsatz im Spieltagskader. Straudi spielte daneben 15-mal für die zweite Mannschaft und erzielte 2 Tore. Anschließend verließ er den Verein mit seinem Vertragsende.
Zur Saison 2022/23 kehrte er dann zu Austria Klagenfurt zurück, wo er einen bis Juni 2024 laufenden Vertrag erhielt. Für Klagenfurt absolvierte er 53 Spiele in der Bundesliga, aus der das Team aber 2025 abstieg. Daraufhin verließ Straudi die Kärntner nach der Saison 2024/25.

## Erfolge
- Aufstieg in die Bundesliga: 2022 (ohne Einsatz)
- Aufstieg in die österreichische Bundesliga: 2021

## Privates
Sein jüngerer Bruder Fabian (* 2001) ist ebenfalls Fußballspieler. Sie spielten zum Beginn der Saison 2020/21 einige Spiele gemeinsam in der zweiten Mannschaft von Werder Bremen.